# Schaal van Rio
De schaal van Rio of Rio-schaal is een rangordeschaal die wordt gebruikt om het belang van een SETI-detectie te meten en de relevantie van een ontdekking van buitenaards leven in te schatten. De schaal werd ontwikkeld door de astronomen Iván Almár en Jill Tarter.

## Geschiedenis
Het concept werd voor het eerst voorgesteld in Rio de Janeiro (vandaar de naam) in een document dat in oktober 2000 werd voorgelegd aan het 51e Internationaal Astronautisch Congres. Leden van het IAA SETI Comité hebben de schaal van Rio officieel aangenomen in 2002, en zijn blijven werken aan het verfijnen en perfectioneren ervan, om enige objectiviteit te brengen in de anders subjectieve interpretatie van elke beweerde detectie van buitenaardse intelligentie.

## Schaal
De schaal loopt uiteen van nul, helemaal niet relevant, tot tien, wereldschokkend. Mocht de schaal wijzen op 10, dan zou dat betekenen dat er buitenaards leven ontdekt zou zijn.
| Rio | Belang        |
| 10  | Uitzonderlijk |
| 9   | Buitengewoon  |
| 8   | Verreikend    |
| 7   | Hoog          |
| 6   | Opmerkelijk   |
| 5   | Gemiddeld     |
| 4   | Matig         |
| 3   | Gering        |
| 2   | Laag          |
| 1   | Onbeduidend   |
| 0   | Geen          |

## Berekening
Zoals oorspronkelijk voorgesteld en later verfijnd, wordt de Rio-schaal wiskundig gedefinieerd als:
RS = Q × δ
Hierbij staat Q voor het geschatte niveau van de gevolgen en δ voor de geschatte geloofwaardigheid van een beweerde ontdekking. De waarde voor Q kan worden berekend als een functie van de klasse van het gemelde verschijnsel, het soort ontdekking en de geschatte afstand tot de bron van het ontdekte verschijnsel. De waarde die aan δ wordt toegekend is iets subjectiever en zal vermoedelijk variëren in de tijd en tussen waarnemers.

## Triva
Een vergelijkbare maatstaf, de schaal van San Marino, is geïntroduceerd voor het berekenen van het potentiële gevaar dat gepaard gaat met een actief SETI-experiment of andere gerichte overdracht van de aarde naar de ruimte.